# Casaleggio Novara
Pour les articles homonymes, voir Casaleggio.
Casaleggio Novara est une commune italienne de moins de 1 000 habitants, située dans la province de Novare, dans la région du Piémont, dans le nord-ouest de l'Italie.

## Administration
| Période                                  | Période | Identité | Étiquette | Qualité |
| ---------------------------------------- | ------- | -------- | --------- | ------- |
|                                          |         |          |           |         |
| Les données manquantes sont à compléter. |         |          |           |         |

### Communes limitrophes
Castellazzo Novarese, Mandello Vitta, San Pietro Mosezzo, Vicolungo